# Vautour Club de Labattoir
El Vautour Club de Labattoir es un equipo de baloncesto francés con sede en la ciudad de Dzaoudzi, que compite en la NM2, la cuarta competición de su país, tras subir de la NM3. Disputa sus partidos en el  Gymnase Maamina Ceceli.